# يوكي كيتاإ
يوكي كيتاإ (باليابانية: 北井 佑季) (27 يناير 1990 في يوكوهاما في اليابان – )؛ هو لاعب كرة قدم ياباني سابق كان يلعب كلاعب وسط.

## وصلات خارجية
- يوكي كيتاإ على موقع رابطة كرة القدم اليابانية للمحترفين (اليابانية)
- يوكي كيتاإ على موقع قاعدة بيانات كرة القدم.إي يو (الإنجليزية)
- يوكي كيتاإ على موقع Soccerway.com (الإنجليزية)